# Dossa Júnior
Dossa Momad Omar Hassamo Júnior - em grego, Ντόσσα Μομάν Ομάρ Χασάμο Τζούνιορ (Lisboa, 28 de julho de 1986) é um futebolista português naturalizado cipriota, que atua como zagueiro. Atualmente defende o AEL Limassol, onde é conhecido pelos torcedores como "King Kong" devido à sua física.

## Carreira
Dossa Júnior jogou nas categorias de base do Imortal entre 2002 a 2003, e no Louletano atuou entre 2003 a 2005, voltando ao Imortal neste ano para iniciar sua carreira profissional. O zagueiro atuou 15 vezes pelo clube de Albufeira antes de iniciar sua trajetória no futebol do Chipre em 2006, defendendo o Digenis Akritas por uma temporada (11 jogos).
No AEP, onde esteve por 2 temporadas, participou de 54 partidas e fez 3 gols - desempenho que chamou a atenção do AEL Limassol em 2009. Foi nos Auriazuis que Dossa Júnior venceu o Campeonato Cipriota de 2011–12, encerrando um período de 44 anos sem vencer a competição, e este foi também o primeiro título nacional do zagueiro em nível profissional. Entre 2013 e 2015, atuou no Legia Varsóvia, conquistando o Campeonato Polonês em 2013–14, e na temporada seguinte, venceu a Copa da Polônia.
Teve ainda passagens de pouco destaque no futebol da Turquia (Konyaspor e Eskişehirspor, participando em apenas 9 partidas) antes de voltar ao AEL Limassol em 2016, conquistando a Copa do Chipre de 2018–19.

## Seleção Cipriota
Não tendo atuado pelas seleções de base de Portugal, Dossa Júnior obteve a cidadania cipriota em 2012, ano em que fez sua estreia pela seleção nacional, sendo o primeiro descendente de africanos (embora seja nascido em Lisboa, possui ascendências cabo-verdiana e moçambicana) a defender a equipe.
O primeiro gol do zagueiro pela Seleção Cipriota foi na vitória por 2 a 1 sobre Israel, pelas eliminatórias da Eurocopa de 2016. Desde então, foram 24 partidas disputadas.

## Títulos
AEL Limassol
- Campeonato Cipriota: (2011–12)
- Copa do Chipre: (2018–19)

Legia Varsóvia
- Campeonato Polonês: (2013–14)
- Copa da Polônia: (2014–15)

AEP Paphos
- Segunda Divisão Cipriota: (2007–08)

## Links
- Dossa Júnior em National-Football-Teams.com
- Perfil de Dossa Júnior - ForaDeJogo.net